# یوداگاما، ایسترن پروینک
یوداگاما، ایسترن پروینک (به لاتین: Udagama, Eastern Province) یک منطقهٔ مسکونی در سری‌لانکا است که در استان مرکزی (سری‌لانکا) واقع شده‌است.